# Stefania D'Amario
Maria Stefania D'Amario es una actriz italiana nacida en Roma que comenzó su carrera en 1976 y la concluyó en 1982.

## Biografía
Cuando terminó sus estudios, D'Amario se dedicó a mantener una carrera como actriz, iniciada en 1976 en la película Le deportate della sezione speciale SS, interpretando a Angela Modena. En 1977 fue contratada para interpretar a Antonella en La banda Vallanzasca, después de lo cual tuvo un papel corto en la película Interno di un convento, de Walerian Borowczyk.
Su interpretación más destacada fue la de Clara, enfermera en un hospital junto al doctor Menard (Richard Johnson), en la película Zombi 2, de 1979, dirigida por Lucio Fulci. Considerada actualmente como una película de culto, Zombi 2 fue censurada en países como Argentina, Bolivia, México y Alemania.

## Filmografía
- (1976) Le deportate della sezione speciale SS - Angela Modena
- (1977) La banda Vallanzasca - Antonella
- (1978) Interno di un convento
- (1978) La sorella
- (1978) Cyclone - Linda
- (1979) Zombi 2 - Clara
- (1980) La invasión de los zombies atómicos - Jessica Murchison
- (1980) Il ladrone
- (1982) Identificazione
- (1982) Monsignore - Chica romana

## Colaboraciones para otras películas
D'Amario trabajó en el departamento de vestuario en la película Miranda (1985) y también colaboró como asistente del departamento artístico en la película El paciente inglés (1996). En 1984 diseñó el vestuario de la película Roma. L'antica chiave dei sensi.

## Películas de zombis
La actriz tuvo una actuación especial en Zombi 2, en 1979, trabajando como Clara, una enfermera en el hospital de la isla de Matool junto al doctor Menard. Su trabajo fue reconocido y destacada su carrera de actriz en esta película, quien después muere asesinada por Lucas, un hombre que vivía en la isla y fue convertido en zombi. Tras repetir varias veces la escena donde ella estaba a punto de atacada por uno de los zombis que había en el hospital, es salvada por Brian Hull, mientras que el doctor Menard ya había sido asesinado. Un año después, también destacó como Jessica Murchison en la película La invasión de los zombies atómicos.